# Tiffany Weimer
Tiffany Marie Weimer (* 5. Dezember 1983 in Bridgeport, Connecticut) ist eine US-amerikanische Fußballspielerin.

## Karriere

### Verein
Weimer begann ihre Fußballerkarriere im Jahr 2006 bei dem W-League-Teilnehmer Washington Freedom, ehe sie für zwei Spielzeiten zu SoccerPlus Connecticut in der WPSL wechselte. Nach Stationen im Ausland bei Åland United in Finnland und dem brasilianischen Club Santos FC kehrte sie in die USA zurück und spielte von 2009 bis 2010 bei den WPS-Franchises FC Gold Pride und Boston Breakers. In der Folge zog es Weimer erneut nach Europa, sie schloss sich dort für einige Monate dem schwedischen Verein AIK Fotboll Dam an.
2011 lief Weimer in 14 Ligaspielen für den kanadischen W-League-Teilnehmer Vancouver Whitecaps Women auf, ehe sie im folgenden Jahr nach Dänemark zum Erstligisten Fortuna Hjørring wechselte. Im Juni 2013 schloss sie sich gemeinsam mit ihrer Landsfrau Casey Ramirez dem Portland Thorns FC an. Ihr Ligadebüt gab Weimer dort am 22. Juni gegen den Sky Blue FC, ihren ersten Treffer in der NWSL erzielte sie am 7. August gegen die Boston Breakers. Im Januar 2014 wechselte sie zum Ligakonkurrenten Washington Spirit, fiel jedoch die komplette Saison verletzungsbedingt aus. So kam Weimer bis Anfang 2016 zu lediglich vier Ligaspielen für die Spirit, ehe sie freigestellt wurde. Nach einem weiteren Kurzengagement beim FC Kansas City und einem Abstecher zum Kvarnsvedens IK in Schweden, lief sie 2017 eine Saison lang für die Boston Breakers auf. Durch deren Auflösung kurz vor der Saison 2018 vereinslos geworden, wurde Weimer von den Washington Spirit verpflichtet, jedoch noch vor Beginn der Preseason weiter zu den Houston Dash getradet. Als sie dort nicht den Sprung in den Kader schaffte, kehrte sie im März 2018 bereits wieder nach Washington zurück.

### Nationalmannschaft
Von 2006 bis 2007 stand Weimer im Aufgebot der US-amerikanischen U-21-Nationalmannschaft.

## Erfolge
- 2008: Copa do Brasil (Santos FC)
- 2013: Meisterschaft in der NWSL (Portland Thorns FC)